# 夜のキリスト降誕
『夜のキリスト降誕』（よるのキリストこうたん、蘭: Geboorte van Christus,
英: Nativity at Night）は、初期ネーデルラント派の画家ヘールトヘン・トット・シント・ヤンスが1490年ごろにオーク板上に油彩で制作した絵画である。トット・シント・ヤンスへの帰属は、17世紀の文献が彼に帰属している作品からの類推による。作品は、天使に付き添われたキリストの降誕を表しており、背後の丘には「羊飼いたちへのお告げ 」が画面中央にある窓から見えている。個人礼拝用に制作されたと想定される小品で、1470年ごろに制作されたフーゴー・ファン・デル・グースの失われた原画にかなりの変更を加えたトット・シント・ヤンスの改変作である。作品は、ロンドン・ナショナル・ギャラリーに所蔵されている。なお、本作の画面は四方ともに切断されている。

## 作品
「降誕」の多くの作品同様、本作は、非常に有名な神秘主義者であったスウェーデンのビルギッタ (1303–1373年) の幻視に影響を受けている。 死の直前、彼女は幼子イエス・キリストが光を放ちながら、地面の上に横たわっている幻視について語った。
... 聖母は崇拝の念とともに祈りの姿勢で跪き、その背は飼い葉桶のほうに向けられていた。 ... そして、彼女がかくして祈りつつ立っていた時、私は彼女の子宮の中で幼子が動くのを見、突然、一瞬のうちに彼女は息子を産んだのである。その息子からは消えることのない光と輝きが放たれていたので、太陽すら比較にならず、聖ヨセフがそこに置いていたロウソクもまったく光を放ってはいなかった。聖なる光が完全にロウソクの光を消してしまっていたのである。... 私は、栄光の赤子が地面に裸で、輝きつつ横たわっているのを見た。彼の身体はいかなる地面の土や不浄さにも汚されていなかった。それから、私は天使たちの歌声も聞いたが、それは奇跡的な甘美さで、大変な美しさであった ...。

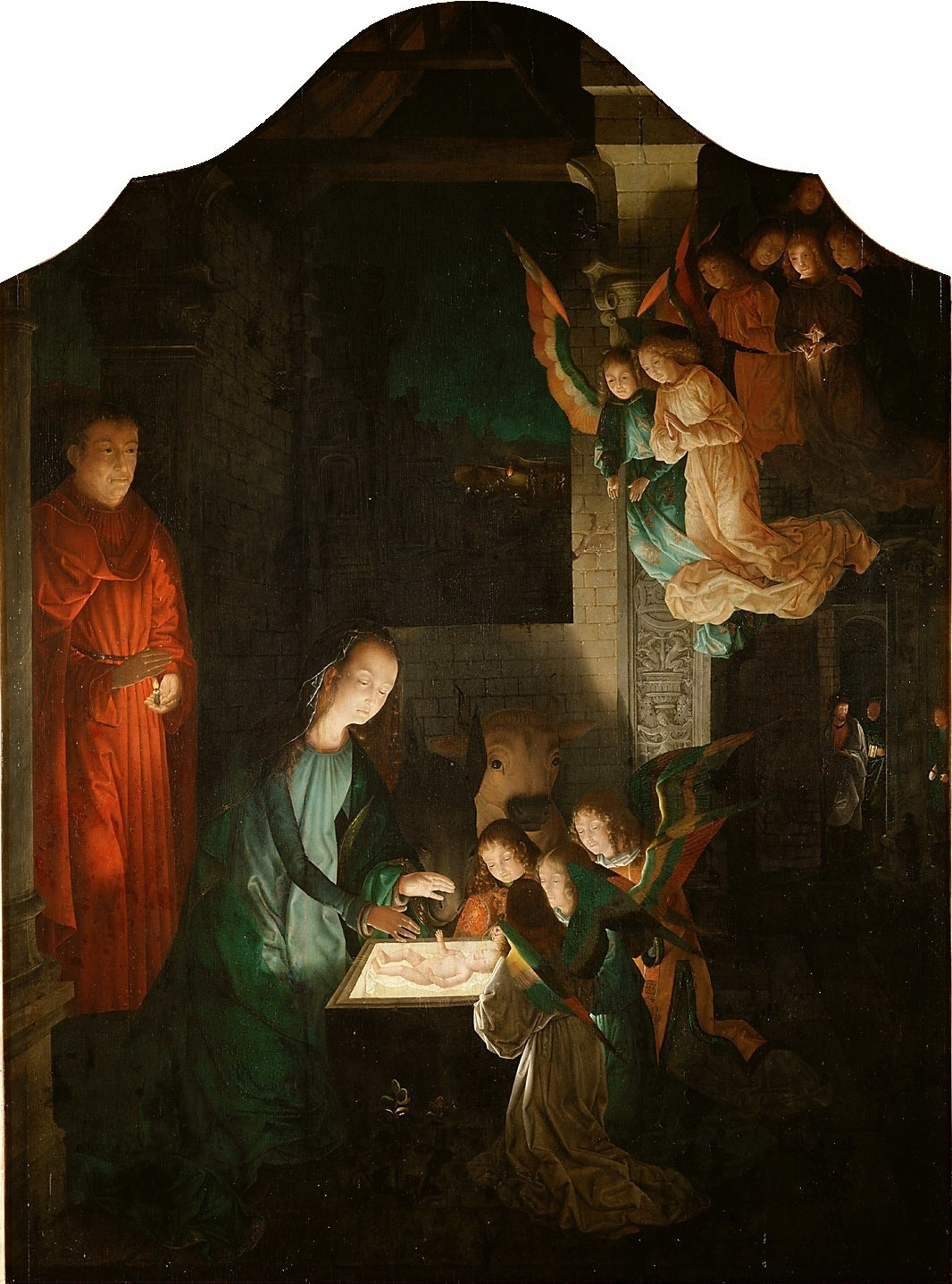
フーゴー・ファン・デル・グースの原画にもとづくミケル・シトウの作品。1510-1520年ごろ。 原画のありさまを保っている。

多くの絵画で、上記の光の効果を強調するためにほかの光源を弱めるような数々の工夫がなされた。降誕図は、バロックの時代にいたるまでキアロスクーロで描かれた。本作では、光源はビルギッタの幻視に合わせて幼子イエス自身であり、彼は厩内部、背後の丘の上の羊飼いたちの火、彼らのもとに現れる天使たちを照らす唯一の光である。実際、この効果は現在、画家によって意図されたもの以上になっている。なぜなら、絵画は、ベルリンの個人コレクションにあった1904年に火事で損傷を受けたからである。聖母マリアの衣服の上下の部分と、外の空の青の色合いは今、くすんだ濃い茶褐色または黒色に見える。絵画は1901年までには切断されてしまっていた。バルセロナの教区美術館にある複製は、本作の元のサイズが縦45センチ、横31センチであったことを示唆している。この複製では、幼子イエスから放たれている光線はよりはっきりしており、背後の動物はもっとかすんでいる。
トット・シント・ヤンスの絵画は、今は失われているが、いくつかの複製から知られる、より早い時期の伝ファン・デル・グース作品の主要人物を鏡像のように左右反転している。ただし、主要な人物のみが反転しており、背景の建物と外の羊飼いのいる場面は反転していない。

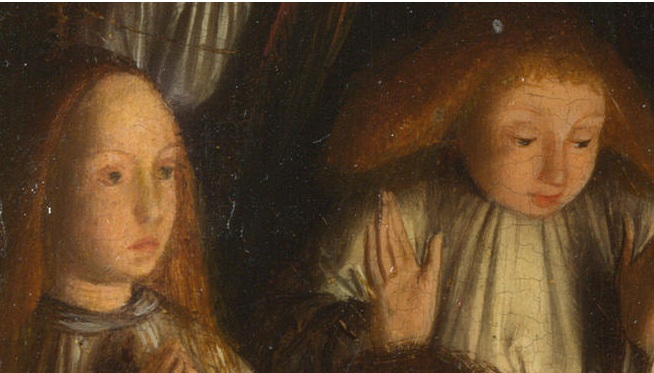
作品の部分

左右反転していることに加え、ほかの相違点もあった。ファン・デル・グースの作品では、4人の天使が飼い葉桶の周りに跪き、さらに大きな天使たちの集団が画面上部近くを舞っていた。窓枠の下部は聖母の頭部よりも高く、聖ヨセフは手に灯りのついたロウソクを持っていた。構図は、全体に奥を望む景観を表しており、人物像が密接にまとめられているトット・シント・ヤンスの作品の親密なクローズアップ的効果はなかった。
ファン・デル・グースの原画にもっとも近いと思われる複製は、ドイツのザクセン州アナベルク にある教会に所蔵されている。上辺を除けば、その複製に非常に近いものは、ウィーンの美術史美術館にあるミケル・シトウの作品である。建築的細部は異なるものの、アナベルクとシトウの作品は、傾いだ木の屋根のあるトット・シント・ヤンスの作品より保存状態のいい、大きな建物を描いている。初期ネーデルラント絵画においては、降誕図に見られる、古代末期からほとんど変化していない、お決まりの簡素な小屋は、 しばしば廃墟となった精緻な寺院に変貌していった。それは最初、ハラーハー (ユダヤ法) の古い契約が朽ちた状態を表すロマネスク様式の寺院として表された。

### 構図

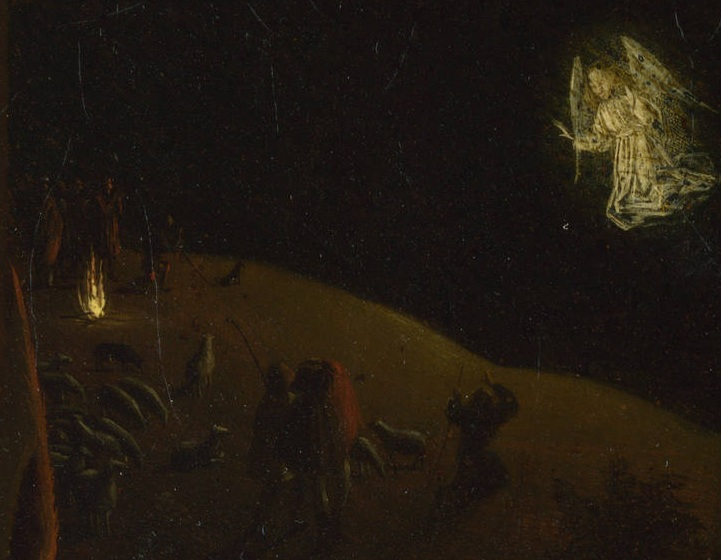
本作の背景の火

トット・シント・ヤンスは、ファン・デル・グースの原画の構図を「格子型の文様にもとづく大胆な意匠」へと簡素化している。そして、それは色価によりさらに簡素化している。ファン・デル・グースの作品は、「より複雑で、野心的で、厳粛であったが、おそらくトット・シント・ヤンスの作品ほど感動的なものではなかった」。 トット・シント・ヤンスの作品は有名な作品で、批評の的となってきたが、そうした批評すべてがファン・デル・グースの原画と、本作の火の効果、本作が切断されたことを考慮に入れているわけではない。 エルヴィン・パノフスキーは、トット・シント・ヤンスの作品は「厳密に視覚的な意味での最初期の夜景図」と言明したが、これはナショナル・ギャラリーの目録では「軽率な主張」だと記述されている。ファン・デル・グースの原画とはまったくかかわりなく、夜景図は板絵に表される以前、本質的に装飾写本で発達していたものである。非常に抑制された色価と人体ヴォリュームの簡素化による本作のリアルな夜景の効果は、トット・シント・ヤンスの意図に依拠するだけでなく、背景の火に依拠するものなのである。
ジェームズ・スナイダー (James Snyder) はおそらく本作が切断されたことを知らずに、本作側面の小さな人物像をトット・シント・ヤンスの『悲しみの人』 (聖カタリナ修道院美術館、ユトレヒト) の小さな人物像に比較し、人物像は「鑑賞者を絵画に引き込み、人物像の肩越しに奥のほうを見ることを可能ならしめる」と述べている。バルセロナにある複製では、左端の天使像はいまだに額縁に切り取られている。 
トット・シント・ヤンスはハールレムで制作をした。フランドル (ほぼ現在のベルギー) ではなく、北ネーデルラント (ほぼ現在のオランダ) 出身で、かつ北ネーデルラントで制作した当時の第一の画家であった。 本作やほかの作品における彼の様式をずっと後のオランダ絵画に関連づけるさまざまな試みがなされてきた。たとえば、マックス・フリートレンダー によって、そのような試みがなされた。しかし、「トット・シント・ヤンスが本質的にオランダ人であったというナショナリズム的主張」はローン・キャンベル (Lorne Campbell) によって棄却されている。